# ルブラウイルス属
ルブラウイルス属(Genus Rubulavirus)とはパラミクソウイルス科の1属。ルブラウイルス属にはムンプスウイルス、パラインフルエンザウイルス2型、4a型、4b型が含まれる。